# Labels or Love
Labels or Love è il primo singolo ufficiale estratto dalla Deluxe Edition dell'album The Dutchess di Fergie. La canzone appartiene anche alla colonna sonora di Sex and the City, Sex and the City: The Movie Soundtrack. La canzone è un sample della canzone Sex and the City Theme song. La canzone è uscita il 4 maggio 2008 in Brasile, e distribuita ufficialmente nelle radio americane e australiane il 3 giugno 2008. La canzone ha debuttato al numero 28 della ARIA Chart Australiana, scesa poi in top-20, alla posizione 16. Labels Or Love è l'ultimo singolo estratto da The Dutchess.

## Video musicale
Un video per Labels or Love era stato pianificato e conteneva varie parti del film. Inoltre la protagonista del film, Sarah Jessica Parker, appariva nel video dove si troverà in vari posti insieme a Fergie; alla fine il video è stato cancellato.

## Classifiche
| Chart (2008)                  | Peak Position |
| ----------------------------- | ------------- |
| Australian ARIA Singles Chart | 16            |
| UK Singles Chart              | 56            |
| Ireland Hot 100               | 42            |
| Malta Singles Chart           | 6             |
| Canada Hot 100                | 28            |
| Switzerland Chart             | 74            |